# Frostastaðavatn
Frostastaðavatn est un lac dans les Hautes Terres d'Islande.

## Géographie
Le lac se trouve près du site naturel du Landmannalaugar et dans les environs du volcan connu Hekla. 
Les collines et montagnes qui enlacent le lac montrent les traces du volcanisme actif. L'eau du lac est souvent d'une couleur vert foncé.
Deux pistes longent le lac : Fjallabak nyrðri (F 208) et Landmannaleið (F 225)